# Malta's Next Top Model
Malta's Next Top Model è un programma maltese, basato sul format americano America's Next Top Model; è il secondo programma tra i Next Top Model ad aver dato accesso alla gara ad una concorrente transessuale, Denise Dalton. La conduttrice è Claire Amato e i premi per la vincitrice sono un contratto con un'agenzia di moda e la copertina su una rivista locale.
Ogni settimana era aperto un televoto con il quale gli spettatori potevano determinare la loro preferita.
Il vincitore avrà € 500 in contanti, un contratto di un anno con Stand Out Model Management a Londra, una copertina di una rivista locale, un abito esclusivo realizzato da C & R, servizi fotografici e molto altro!

## Edizioni
| Edizioni | Messa in onda     | Vincitrice         | Seconda classificata | Altre concorrenti in ordine di eliminazione | Numero di concorrenti |
| -------- | ----------------- | ------------------ | -------------------- | --- | --------------------- |
| 1        | 29 settembre 2009 | Audrienne Thaipend | Sanaa Rizgalla       | Maria Amico (ritirata), Roweida Lazumi, Wilhelmina Farrugia, Joanne Cutajar, Adryana Azzopardi, Allison Attard, Alexya Fenech, Denise Dalton, Kristine Mifsud, Charleen Buttigieg, Thays Araujo Buhagiar, Zerry Zerafa | 14                    |

## Concorrenti
(L'età si riferisce al tempo della messa in onda del programma)
| Concorrente           | Età | Altezza | Provenienza    | Posizione     |
| --------------------- | --- | ------- | -------------- | ------------- |
| Maria Amico           | 20  | 165 cm  | Birchircara    | 14 (ritirata) |
| Roweida Lazumi        | 19  | 160 cm  | Birchircara    | 13            |
| Wilhelmina Farrugia   | 15  | 170 cm  | B'Bugia        | 12            |
| Joanne Cutajar        | 21  | 157 cm  | Safi           | 11            |
| Adryana Azzopardi     | 21  | 176 cm  | Birchircara    | 10            |
| Allison Attard        | 17  | 164 cm  | Nasciaro       | 9             |
| Alexya Fenech         | 21  | 168 cm  | Sliema         | 8             |
| Denise Dalton         | 17  | 170 cm  | Cospicua       | 7             |
| Kristine Mifsud       | 17  | 178 cm  | Fgura          | 6             |
| Charlene Buttigieg    | 23  | 168 cm  | Nasciaro       | 5             |
| Thays Araujo Buhagiar | 19  | 164 cm  | Zabbar         | 4             |
| Zerry Zerafa          | 18  | 160 cm  | St. Paul's Bay | 3             |
| Sanaa Rizgalla        | 25  | 160 cm  | Msida          | 2             |
| Audrienne Thaipend    | 17  | 180 cm  | Birzebbugia    | 1             |

## Riassunto

### Eliminazioni
| Order | Episodes   | Episodes   | Episodes  | Episodes  | Episodes  | Episodes  | Episodes  | Episodes  | Episodes  | Episodes  | Episodes  | Episodes  | Episodes |
| Order | 2          | 3          | 4         | 5         | 6         | 7         | 8         | 9         | 10        | 11        | 12        | 12        |          |
| ----- | ---------- | ---------- | --------- | --------- | --------- | --------- | --------- | --------- | --------- | --------- | --------- | --------- | -------- |
| 1     | Joanne     | Charleen   | Sanaa     | Audrienne | Kristine  | Sanaa     | Charleen  | Sanaa     | Thays     | Zerry     | Audrienne | Audrienne |          |
| 2     | Thays      | Zerry      | Charleen  | Kristine  | Zerry     | Audrienne | Zerry     | Thays     | Sanaa     | Audrienne | Sanaa     | Sanaa     |          |
| 3     | Denise     | Denise     | Kristine  | Sanaa     | Audrienne | Thays     | Thays     | Zerry     | Zerry     | Sanaa     | Zerry     | Zerry     |          |
| 4     | Zerry      | Alexya     | Alexya    | Allison   | Sanaa     | Charleen  | Kristine  | Audrienne | Audrienne | Thays     |           |           |          |
| 5     | Audrienne  | Allison    | Thays     | Denise    | Thays     | Kristine  | Sanaa     | Charleen  | Charleen  |           |           |           |          |
| 6     | Adryana    | Audrienne  | Allison   | Zerry     | Denise    | Denise    | Audrienne | Kristine  |           |           |           |           |          |
| 7     | Wilhelmina | Sanaa      | Zerry     | Thays     | Charleen  | Zerry     | Denise    |           |           |           |           |           |          |
| 8     | Alexya     | Thays      | Audrienne | Alexya    | Alexya    | Alexya    |           |           |           |           |           |           |          |
| 9     | Kristine   | Joanne     | Denise    | Charleen  | Allison   |           |           |           |           |           |           |           |          |
| 10    | Charleen   | Adryana    | Adryana   | Adryana   |           |           |           |           |           |           |           |           |          |
| 11    | Allison    | Kristine   | Joanne    |           |           |           |           |           |           |           |           |           |          |
| 12    | Roweida    | Wilhelmina |           |           |           |           |           |           |           |           |           |           |          |

     La concorrente è stata eliminata
     La concorrente ha lasciato la gara volontariamente
     La concorrente è parte di una non eliminazione
     La concorrente ha vinto la competizione